# Michael Bradley (calciatore)
Michael Sheehan Bradley (Princeton, 31 luglio 1987) è un allenatore di calcio ed ex calciatore statunitense, di ruolo centrocampista.

## Biografia
Bradley è nato a Princeton, nel New Jersey, figlio di Bob Bradley, ex allenatore della nazionale degli Stati Uniti. 
Mentre suo padre era capo allenatore di calcio dei Princeton Tigers all'Università di Princeton, la famiglia viveva a Pennington, nel New Jersey.
Michael ha trascorso la sua adolescenza a Palatine, Illinois, mentre suo padre allenava i Chicago Fire all'interno della Major League Soccer (MLS), ed è cresciuto giocando per il Sockers FC, dove è ha partecipato ai Campionati nazionali del 2002 posizionandosi terzo. Successivamente ha frequentato il programma di residenza della squadra nazionale maschile Under-17 degli Stati Uniti a Bradenton, in Florida, la struttura dedicata all'allenamento della nazionale Under-17, per quattro semestri, dal 2002 al 2004. Da bambino, ha idolatrato Roy Keane, il centrocampista del Manchester United e della Repubblica d'Irlanda.

### Vita privata
Bradley parla correntemente inglese, italiano, olandese, tedesco e spagnolo. È sposato con Amanda, ex tennista dell'Università del Rhode Island. La coppia ha un figlio e una figlia, nati rispettivamente nel 2012 e nel 2014. La sorella di Michael Bradley ha sposato il calciatore australiano Andy Rose.

## Caratteristiche tecniche
Bradley è un centrocampista di rottura, forte fisicamente e che corre molto durante la partita, compensando i propri limiti tecnici.

## Carriera

### Club

#### Gli inizi
Nato a Princeton, New Jersey, figlio del tecnico Bob Bradley, cresce in Illinois, negli anni in cui suo padre allena i Chicago Fire della Major League Soccer (MLS); Michael gioca invece per i concittadini Chicago Sockers, che partecipano ai campionati nazionali del 2002 finendo terzi. Più tardi frequenta per due anni, dal 2002 al 2004, la IMG Soccer Academy a Bradenton, Florida, la struttura dedicata all'allenamento della nazionale statunitense Under-17.
Prima di lasciare Bradenton firma un contratto Project-40 con la MLS, diventando professionista a 16 anni ed entrando nel SuperDraft del 2004, dove viene scelto come 36º dai MetroStars, all'epoca allenati da suo padre Bob. Non scende in campo nella sua prima stagione per un infortunio al piede ma guadagna un posto da titolare nel 2005, giocando 30 su 32 partite per i Metros: proprio poche settimane dopo che suo padre era stato esonerato, Michael segna il suo primo gol da professionista, in una vittoria sui Chivas USA all'ultima giornata della regular season del campionato 2005, dando alla sua squadra l'accesso ai play-off.

#### L'arrivo in Europa: Heerenveen, Borussia M'gladbach e Aston Villa
Nel gennaio 2006 diventa il giocatore più giovane della MLS ad essere venduto quando si trasferisce agli olandesi dell'Heerenveen. Disputa la sua prima partita da titolare il successivo 16 aprile, contro l'AZ Alkmaar, giocando da quel momento quattro partite da titolare e aiutando il club a raggiungere la qualificazione alla Coppa UEFA. A livello internazionale, in competizioni confederali, vanta 6 presenze e due gol, debuttando il 28 settembre 2006 nello 0-0 casalingo contro il portoghesi del Vitória Setúbal.
Il 31 agosto 2008 firma per i tedeschi del Borussia M'gladbach, debuttando il successivo 20 settembre nella sconfitta contro l'Hertha Berlino. Il 15 novembre 2008 segna il suo primo gol per il M'gladbach, contro il Bayern Monaco, contribuendo al 2–2 finale. All'inizio della stagione 2009-2010 viene per un breve periodo sospeso dalla squadra, dopo una lite con il manager Michael Frontzeck; in seguito i due si riconciliarono e Bradley diventa titolare, fornendo un assist contro il Bayern e segnando il gol della vittoria contro l'Hannover 96.
Il 31 gennaio 2011 viene ufficializzato il suo trasferimento in prestito all'Aston Villa. Termina la sua esperienza a Birmingham con 3 presenze in Premier League e una in FA Cup.

#### Esperienze italiane: Chievo e Roma
Il 31 agosto 2011 passa alla società italiana del Chievo, che lo acquista a titolo definitivo per 1,2 milioni di euro. Esordisce in Serie A il successivo 18 settembre, nella sconfitta esterna 2-1 contro il Parma, diventando titolare fisso nella squadra di Domenico Di Carlo. Il 7 aprile 2012 segna il suo primo gol in A, nel successo interno 3-2 sul Catania.

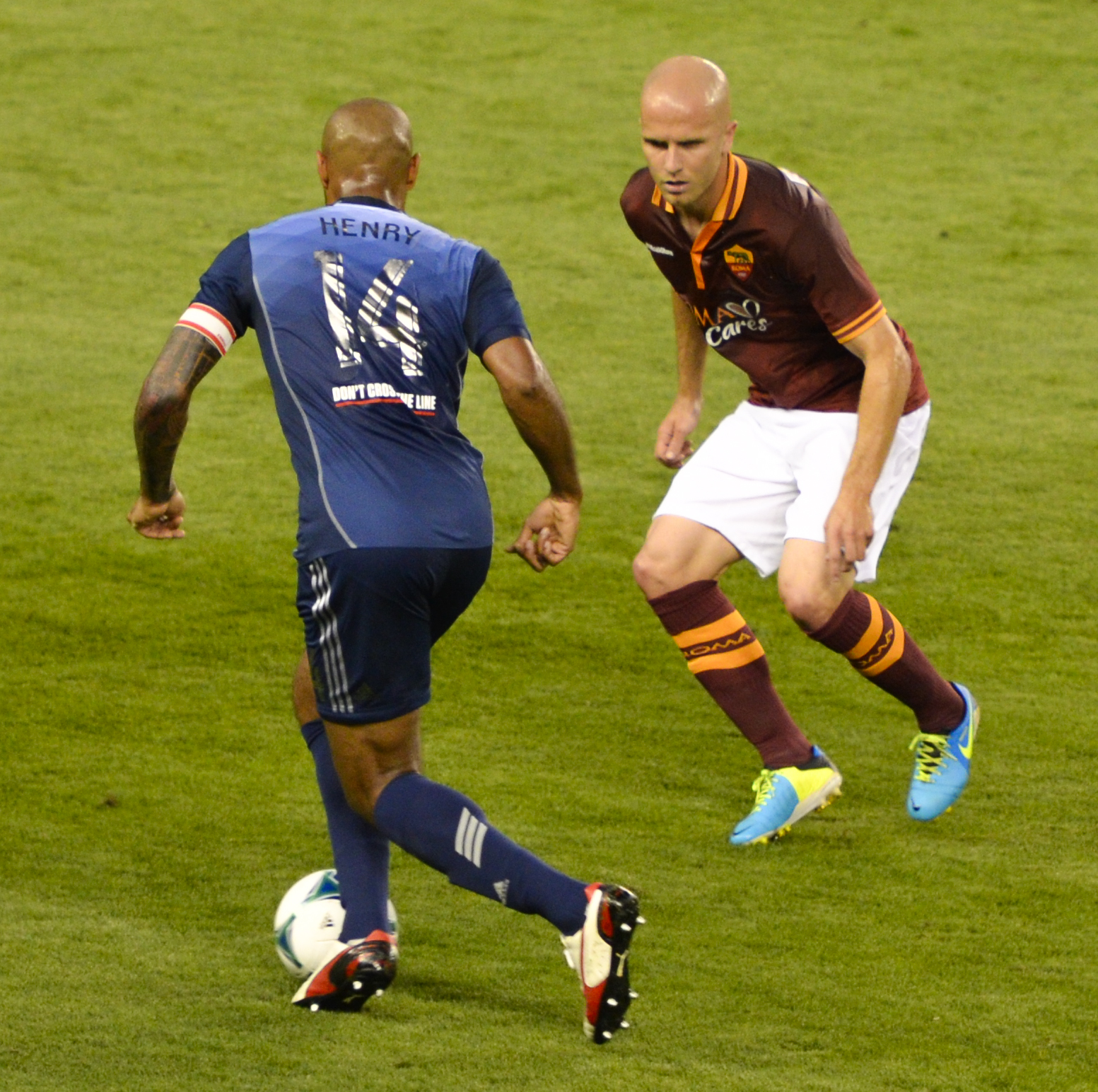
Bradley (a destra) alla Roma nel 2013, mentre contrasta Thierry Henry durante l'MLS All-Star Game

Il 15 luglio 2012, la Roma ufficializza l'acquisto del calciatore: al Chievo viene riconosciuta la cifra di 3,25 milioni di euro, più la metà del cartellino di Adrian Stoian. Si tratta del primo statunitense della storia a vestire la maglia dei giallorossi capitolini, con cui fa il suo esordio nella gara casalinga contro il Catania terminata 2-2. Il 7 ottobre 2012 segna il suo primo gol con la maglia giallorossa, contro l'Atalanta, in una gara terminata 2-0 per i romani. Il 31 dicembre dello stesso anno viene proclamato vincitore della prima edizione dell'American Player of the Year Award, venendo preferito al centrocampista del Seattle Sounders, Clint Dempsey, e all'attaccante del Sunderland, Jozy Altidore, rispettivamente secondo e terzo nella classifica finale.
Il 27 ottobre 2013 realizza la sua prima rete stagionale, che decise la trasferta contro l'Udinese (0-1). Il 6 gennaio 2014 viene inserito da Forbes, per la seconda volta, nella lista dei 30 sportivi Under-30 più influenti dell'anno.

#### Toronto FC
Il 9 gennaio 2014 Bradley torna in MLS, venendo acquistato dai canadesi del Toronto FC per 10 milioni di dollari (equivalenti a circa 7,35 milioni di euro). Come parte del trasferimento, i due club hanno concordato una partnership che prevedeva la disputa di due amichevoli al BMO Field e un programma di sviluppo dei giovani giocatori del Toronto presso la struttura di allenamento della Roma.
Bradley ha debuttato con il Toronto nella gara di apertura giocata contro i Seattle Sounders il 15 marzo 2014, conclusasi con la vittoria per 2-1 in favore dei canadesi grazie a una doppietta del neoacquisto Jermain Defoe. Ha messo a segno la sua prima rete tre settimane dopo in una gara vinta per 2-0 in casa del Columbus Crew. Per la stagione 2015 verrà nominato capitano della squadra.
Darà una mano fondamentale per la conquista della finale di MLS Cup, mettendo a segno una rete nella gara vinta per un totale di 7-5 contro i rivali del Montréal Impact. Il 10 dicembre 2016 il Toronto perse la finale per 5-4 ai tiri di rigore contro i Seattle Sounders dopo aver tenuto il punteggio inviolato per tutti i tempi regolamentari e supplementari. Bradley fu l'autore di uno dei rigori sbagliati dal club canadese.
Il successivo arrivo del trequartista spagnolo Víctor Vázquez all'inizio della stagione 2017 cambiò notevolmente lo stile di gioco del Toronto: l'allora tecnico Greg Vanney decise di passare da un 4-4-2 ad un 3-5-2, con Bradley che venne impiegato per lo più come centrocampista difensivo, e il che lasciò che lo spagnolo prendesse tutti compiti della trequarti. Il 27 giugno il Toronto conquistò la Canadian Championship 2017 sconfiggendo i rivali del Montréal Impact in finale per 3-2. Il 30 settembre 2017 Bradley ha ottenuto il suo primo MLS Supporters' Shield con una vittoria casalinga per 4-2 contro i New York Red Bulls, conquistando inoltre la vetta della classifica con il maggior numero di punti. Il 9 dicembre 2017, Bradley ha dato un contributo fondamentale per la conquista della prima MLS Cup nella storia del club battendo i Seattle Sounders per 2-0, completando anche il treble nazionale.
Il 18 aprile dell'anno seguente il Toronto si interfaccerà con il Guadalajara nella finale di andata della CONCACAF Champions League 2018, venendo però battuti con il risultato di 2-1. Nella gara di ritorno disputata il 25 aprile i canadesi riusciranno a mandare la gara ai tiri di rigore dopo esser riusciti ad uscire dai tempi supplementari mantenendo il risultato fermo sul 2-1. Nonostante ciò, il Toronto dovrà arrendersi ai messicani dopò un errore cruciale dal dischetto effettuato proprio del difensore statunitense. Il 10 novembre 2019 ha totalizzato la sua 200ª presenza con la maglia del Toronto, disputando la finale della MLS Cup 2019 persa per 3-1 contro i Seattle Sounders.
Poco dopo l'inizio del 2020, il giocatore ha subito un intervento chirurgico alla caviglia e quindi avrebbe dovuto saltare gran parte della stagione. Tuttavia, a causa della pandemia di COVID-19, ha saltato solamente due gare tornando in buone condizioni giusto per l'avvio dell'MLS is Back Tournament. Concluse l'annata 2020 totalizzando solamente nove presenze in campionato.
Nel 2022 ha messo a segno una doppietta nella gara vinta per 4-0 contro il Charlotte FC, nella quale hanno debuttato i due nuovi acquisti Federico Bernardeschi e Lorenzo Insigne, ed entrambi hanno contribuito alla doppietta di Bradley. Questa prestazione gli è valsa il premio di miglior giocatore della settimana.
Il 17 ottobre 2023, il difensore statunitense annuncia il ritiro dal calcio giocato dopo nove stagioni e quattro campionati vinti con la maglia del Toronto. Il 25 ottobre seguente annuncia che si sarebbe aggregato al padre Bob sulla panchina dello Stabæk nel ruolo di assistente tecnico.

### Nazionale

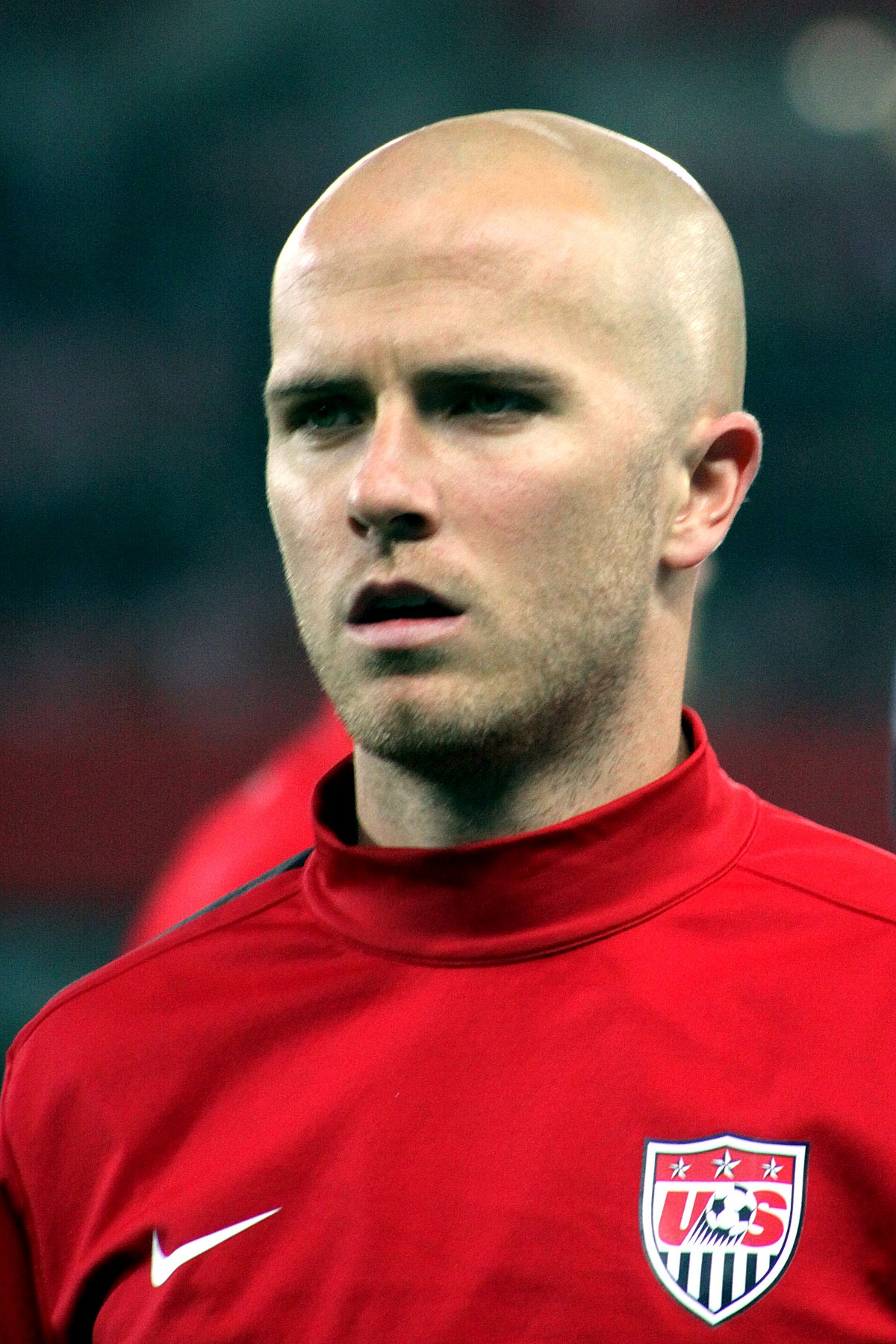
Bradley con la nazionale statunitense nel 2013

Nel maggio 2006 viene portato al campo di allenamento di Cary, North Carolina, per allenarsi per la prima volta con la nazionale maggiore. Anche se non farà parte della squadra per la fase finale del campionato del mondo 2006 in Germania, viene convocato per tre amichevoli preparatorie al torneo, debuttando il 26 maggio contro il Venezuela, entrando a partita in corso.
Alla fine del 2006 il padre di Michael, Bob, viene ingaggiato come allenatore della nazionale e il giocatore diventa un punto fermo nel centrocampo statunitense sotto la gestione paterna, giocando la prima partita da titolare il 28 marzo 2007, in un'amichevole contro il Guatemala. Si conferma titolare alla CONCACAF Gold Cup 2007 dove aiuta la nazionale a vincere il titolo, nonostante la sua espulsione nella semifinale contro il Canada. Segna il primo gol con la nazionale maggiore il 17 ottobre 2007, all'87', in un'amichevole a Basilea contro la Svizzera che la sua squadra vince proprio grazie alla sua rete.
Dopo queste prestazioni, viene scelto come "U.S. Soccer's Young Athlete of the Year 2007". Durante la prova della nazionale alla Confederations Cup 2009, segna il secondo gol contro l'Egitto al 63', ma non potrà giocare la finale in quanto espulso dall'arbitro Jorge Larrionda: i dissidi con Larrionda proseguono dopo la partita e ciò gli costa un'ulteriore squalifica di 3 partite da scontare durante la CONCACAF Gold Cup 2009.
Bradley viene convocato per il campionato del mondo 2010 in Sudafrica: titolare della squadra statunitense, va a segno nella seconda partita contro la Slovenia, siglando la rete del pareggio. Nell'estate 2015, poco prima della Gold Cup 2015, diventa ufficialmente capitano della nazionale succedendo a Clint Dempsey. L'anno seguente viene convocato per la Copa América Centenario negli Stati Uniti d'America.

## Statistiche

### Presenze e reti nei club
Statistiche aggiornate al 9 giugno 2023.
| Stagione                   | Squadra                    | Campionato                 | Campionato | Campionato | Coppe nazionali | Coppe nazionali | Coppe nazionali | Coppe continentali | Coppe continentali | Coppe continentali | Altre coppe | Altre coppe | Altre coppe | Totale | Totale |
| Stagione                   | Squadra                    | Comp                       | Pres       | Reti       | Comp            | Pres            | Reti            | Comp               | Pres               | Reti               | Comp        | Pres        | Reti        | Pres   | Reti   |
| -------------------------- | -------------------------- | -------------------------- | ---------- | ---------- | --------------- | --------------- | --------------- | ------------------ | ------------------ | ------------------ | ----------- | ----------- | ----------- | ------ | ------ |
| 2005                       | MetroStars                 | MLS                        | 30+2       | 1+0        | USOC            | 0               | 0               | -                  | -                  | -                  | -           | -           | -           | 32     | 1      |
| gen.-giu. 2006             | Heerenveen                 | ED                         | 1+4        | 0+0        | CO              | 0               | 0               | CU                 | 0                  | 0                  | -           | -           | -           | 5      | 0      |
| 2006-2007                  | Heerenveen                 | ED                         | 21+2       | 0+0        | CO              | 1               | 0               | CU                 | 4                  | 0                  | -           | -           | -           | 28     | 0      |
| 2007-2008                  | Heerenveen                 | ED                         | 33+3       | 15+0       | CO              | 2               | 2               | CU                 | 2                  | 2                  | -           | -           | -           | 40     | 19     |
| Totale Heerenveen          | Totale Heerenveen          | Totale Heerenveen          | 55+9       | 15         |                 | 3               | 2               |                    | 6                  | 2                  |             | -           | -           | 73     | 19     |
| 2008-2009                  | Borussia M'gladbach        | BL                         | 28         | 5          | CG              | 0               | 0               | -                  | -                  | -                  | -           | -           | -           | 28     | 5      |
| 2009-2010                  | Borussia M'gladbach        | BL                         | 29         | 2          | CG              | 2               | 0               | -                  | -                  | -                  | -           | -           | -           | 31     | 2      |
| 2010-gen. 2011             | Borussia M'gladbach        | BL                         | 19         | 3          | CG              | 3               | 1               | -                  | -                  | -                  | -           | -           | -           | 22     | 4      |
| Totale Borussia M'gladbach | Totale Borussia M'gladbach | Totale Borussia M'gladbach | 76         | 10         |                 | 5               | 1               |                    | -                  | -                  |             | -           | -           | 81     | 11     |
| gen.-giu. 2011             | Aston Villa                | PL                         | 3          | 0          | FACup+CdL       | 1+0             | 0               | UEL                | -                  | -                  | -           | -           | -           | 4      | 0      |
| 2011-2012                  | Chievo                     | A                          | 35         | 1          | CI              | 1               | 0               | -                  | -                  | -                  |             | -           | -           | 36     | 1      |
| 2012-2013                  | Roma                       | A                          | 30         | 1          | CI              | 5               | 0               | -                  | -                  | -                  | -           | -           | -           | 35     | 1      |
| 2013-gen. 2014             | Roma                       | A                          | 11         | 1          | CI              | 0               | 0               | -                  | -                  | -                  | -           | -           | -           | 11     | 1      |
| Totale Roma                | Totale Roma                | Totale Roma                | 41         | 2          |                 | 5               | 0               |                    | -                  | -                  |             | -           | -           | 46     | 2      |
| 2014                       | Toronto FC                 | MLS                        | 25         | 2          | CC              | 2               | 1               |                    | -                  | -                  |             | -           | -           | 27     | 3      |
| 2015                       | Toronto FC                 | MLS                        | 25+1       | 5+0        | CC              | 2               | 0               |                    | -                  | -                  |             | -           | -           | 28     | 5      |
| 2016                       | Toronto FC                 | MLS                        | 24+6       | 1+1        | CC              | 0               | 0               |                    | -                  | -                  |             | -           | -           | 30     | 2      |
| 2017                       | Toronto FC                 | MLS                        | 30+5       | 0+0        | CC              | 3               | 0               |                    | -                  | -                  |             | -           | -           | 38     | 0      |
| 2018                       | Toronto FC                 | MLS                        | 32         | 0          | CC              | 2               | 0               | CCL                | 8                  | 0                  | CpC         | 1           | 0           | 43     | 0      |
| 2019                       | Toronto FC                 | MLS                        | 27+4       | 3+0        | CC              | 2               | 0               | CCL                | 2                  | 0                  |             | -           | -           | 35     | 3      |
| 2020                       | Toronto FC                 | MLS                        | 9+1        | 0+0        | CC              | 1               | 0               |                    | -                  | -                  | MisB        | 4           | 0           | 15     | 0      |
| 2021                       | Toronto FC                 | MLS                        | 32         | 1          | CC              | 3               | 0               | CCL                | 4                  | 0                  |             | -           | -           | 39     | 1      |
| 2022                       | Toronto FC                 | MLS                        | 34         | 3          | CC              | 3               | 0               |                    | -                  | -                  |             | -           | -           | 37     | 3      |
| 2023                       | Toronto FC                 | MLS                        | 7          | 1          | CC              | 0               | 0               |                    | -                  | -                  |             | -           | -           | 7      | 1      |
| Totale Toronto FC          | Totale Toronto FC          | Totale Toronto FC          | 245+17     | 16+1       |                 | 18              | 1               |                    | 14                 | 0                  |             | 5           | 0           | 299    | 18     |
| Totale carriera            | Totale carriera            | Totale carriera            | 511        | 46         |                 | 33              | 4               |                    | 20                 | 2                  |             | 5           | 0           | 569    | 52     |

### Cronologia presenze e reti in nazionale
| Cronologia completa delle presenze e delle reti in nazionale ― Stati Uniti | Cronologia completa delle presenze e delle reti in nazionale ― Stati Uniti | Cronologia completa delle presenze e delle reti in nazionale ― Stati Uniti | Cronologia completa delle presenze e delle reti in nazionale ― Stati Uniti | Cronologia completa delle presenze e delle reti in nazionale ― Stati Uniti | Cronologia completa delle presenze e delle reti in nazionale ― Stati Uniti | Cronologia completa delle presenze e delle reti in nazionale ― Stati Uniti | Cronologia completa delle presenze e delle reti in nazionale ― Stati Uniti |
| Data                                                                       | Città                                                                      | In casa                                                                    | Risultato                                                                  | Ospiti                                                                     | Competizione                                                               | Reti                                                                       | Note                                                                       |
| -------------------------------------------------------------------------- | -------------------------------------------------------------------------- | -------------------------------------------------------------------------- | -------------------------------------------------------------------------- | -------------------------------------------------------------------------- | -------------------------------------------------------------------------- | -------------------------------------------------------------------------- | -------------------------------------------------------------------------- |
| 26-5-2006                                                                  | Cleveland                                                                  | Stati Uniti                                                                | 2 – 0                                                                      | Venezuela                                                                  | Amichevole                                                                 | -                                                                          | 89’                                                                        |
| 28-5-2006                                                                  | East Hartford                                                              | Stati Uniti                                                                | 1 – 0                                                                      | Lettonia                                                                   | Amichevole                                                                 | -                                                                          | 83’                                                                        |
| 25-3-2007                                                                  | Tampa                                                                      | Stati Uniti                                                                | 3 – 1                                                                      | Ecuador                                                                    | Amichevole                                                                 | -                                                                          | 46’                                                                        |
| 28-3-2007                                                                  | Frisco                                                                     | Stati Uniti                                                                | 0 – 0                                                                      | Guatemala                                                                  | Amichevole                                                                 | -                                                                          |                                                                            |
| 2-6-2007                                                                   | San Jose                                                                   | Stati Uniti                                                                | 4 – 1                                                                      | Cina                                                                       | Amichevole                                                                 | -                                                                          |                                                                            |
| 7-6-2007                                                                   | Carson                                                                     | Stati Uniti                                                                | 1 – 0                                                                      | Guatemala                                                                  | Gold Cup 2007 - 1º turno                                                   | -                                                                          |                                                                            |
| 9-6-2007                                                                   | Carson                                                                     | Stati Uniti                                                                | 2 – 0                                                                      | Trinidad e Tobago                                                          | Gold Cup 2007 - 1º turno                                                   | -                                                                          | 65’                                                                        |
| 12-6-2007                                                                  | Foxborough                                                                 | Stati Uniti                                                                | 4 – 0                                                                      | El Salvador                                                                | Gold Cup 2007 - 1º turno                                                   | -                                                                          | 64’                                                                        |
| 16-6-2007                                                                  | Foxborough                                                                 | Stati Uniti                                                                | 2 – 1                                                                      | Panama                                                                     | Gold Cup 2007 - Quarti di finale                                           | -                                                                          |                                                                            |
| 21-6-2007                                                                  | Chicago                                                                    | Canada                                                                     | 1 – 2                                                                      | Stati Uniti                                                                | Gold Cup 2007 - Semifinale                                                 | -                                                                          |                                                                            |
| 22-8-2007                                                                  | Göteborg                                                                   | Svezia                                                                     | 1 – 0                                                                      | Stati Uniti                                                                | Amichevole                                                                 | -                                                                          |                                                                            |
| 9-9-2007                                                                   | Chicago                                                                    | Stati Uniti                                                                | 2 – 4                                                                      | Brasile                                                                    | Amichevole                                                                 | -                                                                          |                                                                            |
| 17-10-2007                                                                 | Basilea                                                                    | Svizzera                                                                   | 0 – 1                                                                      | Stati Uniti                                                                | Amichevole                                                                 | 1                                                                          |                                                                            |
| 17-11-2007                                                                 | Johannesburg                                                               | Sudafrica                                                                  | 0 – 1                                                                      | Stati Uniti                                                                | Amichevole                                                                 | -                                                                          |                                                                            |
| 6-2-2008                                                                   | Houston                                                                    | Stati Uniti                                                                | 2 – 2                                                                      | Messico                                                                    | Amichevole                                                                 | -                                                                          | 63’                                                                        |
| 26-3-2008                                                                  | Cracovia                                                                   | Polonia                                                                    | 0 – 3                                                                      | Stati Uniti                                                                | Amichevole                                                                 | -                                                                          |                                                                            |
| 28-3-2008                                                                  | Londra                                                                     | Inghilterra                                                                | 2 – 0                                                                      | Stati Uniti                                                                | Amichevole                                                                 | -                                                                          |                                                                            |
| 4-6-2008                                                                   | Santander                                                                  | Spagna                                                                     | 1 – 0                                                                      | Stati Uniti                                                                | Amichevole                                                                 | -                                                                          |                                                                            |
| 8-6-2008                                                                   | East Rutherford                                                            | Stati Uniti                                                                | 0 – 0                                                                      | Argentina                                                                  | Amichevole                                                                 | -                                                                          | 46’                                                                        |
| 15-6-2008                                                                  | Carson                                                                     | Stati Uniti                                                                | 8 – 0                                                                      | Barbados                                                                   | Qual. Mondiali 2010                                                        | 1                                                                          |                                                                            |
| 22-6-2008                                                                  | Bridgetown                                                                 | Barbados                                                                   | 0 – 1                                                                      | Stati Uniti                                                                | Qual. Mondiali 2010                                                        | -                                                                          |                                                                            |
| 20-8-2008                                                                  | Città del Guatemala                                                        | Guatemala                                                                  | 0 – 1                                                                      | Stati Uniti                                                                | Qual. Mondiali 2010                                                        | -                                                                          |                                                                            |
| 6-9-2008                                                                   | L'Avana                                                                    | Cuba                                                                       | 0 – 1                                                                      | Stati Uniti                                                                | Qual. Mondiali 2010                                                        | -                                                                          |                                                                            |
| 10-9-2008                                                                  | Bridgeview                                                                 | Stati Uniti                                                                | 3 – 0                                                                      | Trinidad e Tobago                                                          | Qual. Mondiali 2010                                                        | 1                                                                          | 67’                                                                        |
| 11-10-2008                                                                 | Washington                                                                 | Stati Uniti                                                                | 6 – 1                                                                      | Cuba                                                                       | Qual. Mondiali 2010                                                        | -                                                                          |                                                                            |
| 11-2-2009                                                                  | Columbus                                                                   | Stati Uniti                                                                | 2 – 0                                                                      | Messico                                                                    | Qual. Mondiali 2010                                                        | 2                                                                          |                                                                            |
| 28-3-2009                                                                  | San Salvador                                                               | El Salvador                                                                | 2 – 2                                                                      | Stati Uniti                                                                | Qual. Mondiali 2010                                                        | -                                                                          | 90+5’                                                                      |
| 1-4-2009                                                                   | Nashville                                                                  | Stati Uniti                                                                | 3 – 0                                                                      | Trinidad e Tobago                                                          | Qual. Mondiali 2010                                                        | -                                                                          |                                                                            |
| 3-6-2009                                                                   | San José                                                                   | Costa Rica                                                                 | 3 – 1                                                                      | Stati Uniti                                                                | Qual. Mondiali 2010                                                        | -                                                                          |                                                                            |
| 15-6-2009                                                                  | Pretoria                                                                   | Stati Uniti                                                                | 1 – 3                                                                      | Italia                                                                     | Conf. Cup 2009 - 1º turno                                                  | -                                                                          |                                                                            |
| 18-6-2009                                                                  | Pretoria                                                                   | Stati Uniti                                                                | 0 – 3                                                                      | Brasile                                                                    | Conf. Cup 2009 - 1º turno                                                  | -                                                                          |                                                                            |
| 21-6-2009                                                                  | Rustenburg                                                                 | Egitto                                                                     | 0 – 3                                                                      | Stati Uniti                                                                | Conf. Cup 2009 - 1º turno                                                  | 1                                                                          |                                                                            |
| 24-6-2009                                                                  | Bloemfontein                                                               | Spagna                                                                     | 0 – 2                                                                      | Stati Uniti                                                                | Conf. Cup 2009 - Semifinale                                                | -                                                                          |                                                                            |
| 12-8-2009                                                                  | Città del Messico                                                          | Messico                                                                    | 2 – 1                                                                      | Stati Uniti                                                                | Qual. Mondiali 2010                                                        | -                                                                          |                                                                            |
| 5-9-2009                                                                   | Sandy                                                                      | Stati Uniti                                                                | 2 – 1                                                                      | El Salvador                                                                | Qual. Mondiali 2010                                                        | -                                                                          |                                                                            |
| 9-9-2009                                                                   | Port of Spain                                                              | Trinidad e Tobago                                                          | 0 – 1                                                                      | Stati Uniti                                                                | Qual. Mondiali 2010                                                        | -                                                                          |                                                                            |
| 10-10-2009                                                                 | San Pedro Sula                                                             | Honduras                                                                   | 2 – 3                                                                      | Stati Uniti                                                                | Qual. Mondiali 2010                                                        | -                                                                          |                                                                            |
| 14-10-2009                                                                 | Washington                                                                 | Stati Uniti                                                                | 2 – 2                                                                      | Costa Rica                                                                 | Qual. Mondiali 2010                                                        | 1                                                                          |                                                                            |
| 14-11-2009                                                                 | Bratislava                                                                 | Slovacchia                                                                 | 1 – 0                                                                      | Stati Uniti                                                                | Amichevole                                                                 | -                                                                          |                                                                            |
| 18-11-2009                                                                 | Aarhus                                                                     | Danimarca                                                                  | 3 – 1                                                                      | Stati Uniti                                                                | Amichevole                                                                 | -                                                                          | 61’                                                                        |
| 3-3-2010                                                                   | Amsterdam                                                                  | Paesi Bassi                                                                | 2 – 1                                                                      | Stati Uniti                                                                | Amichevole                                                                 | -                                                                          |                                                                            |
| 29-5-2010                                                                  | Filadelfia                                                                 | Stati Uniti                                                                | 2 – 1                                                                      | Turchia                                                                    | Amichevole                                                                 | -                                                                          |                                                                            |
| 5-6-2010                                                                   | Roodepoort                                                                 | Stati Uniti                                                                | 3 – 1                                                                      | Australia                                                                  | Amichevole                                                                 | -                                                                          |                                                                            |
| 12-6-2010                                                                  | Rustenburg                                                                 | Inghilterra                                                                | 1 – 1                                                                      | Stati Uniti                                                                | Mondiali 2010 - 1º turno                                                   | -                                                                          |                                                                            |
| 18-6-2010                                                                  | Johannesburg                                                               | Slovenia                                                                   | 2 – 2                                                                      | Stati Uniti                                                                | Mondiali 2010 - 1º turno                                                   | 1                                                                          |                                                                            |
| 23-6-2010                                                                  | Pretoria                                                                   | Stati Uniti                                                                | 1 – 0                                                                      | Algeria                                                                    | Mondiali 2010 - 1º turno                                                   | -                                                                          |                                                                            |
| 26-6-2010                                                                  | Rustenburg                                                                 | Stati Uniti                                                                | 1 – 2 dts                                                                  | Ghana                                                                      | Mondiali 2010 - Ottavi di finale                                           | -                                                                          |                                                                            |
| 10-8-2010                                                                  | East Rutherford                                                            | Stati Uniti                                                                | 0 – 2                                                                      | Brasile                                                                    | Amichevole                                                                 | -                                                                          |                                                                            |
| 9-10-2010                                                                  | Chicago                                                                    | Stati Uniti                                                                | 2 – 2                                                                      | Polonia                                                                    | Amichevole                                                                 | -                                                                          |                                                                            |
| 12-10-2010                                                                 | Chester                                                                    | Stati Uniti                                                                | 0 – 0                                                                      | Colombia                                                                   | Amichevole                                                                 | -                                                                          |                                                                            |
| 26-3-2011                                                                  | East Rutherford                                                            | Stati Uniti                                                                | 1 – 1                                                                      | Argentina                                                                  | Amichevole                                                                 | -                                                                          |                                                                            |
| 29-3-2011                                                                  | Nashville                                                                  | Stati Uniti                                                                | 0 – 1                                                                      | Paraguay                                                                   | Amichevole                                                                 | -                                                                          |                                                                            |
| 4-6-2011                                                                   | Foxborough                                                                 | Stati Uniti                                                                | 0 – 4                                                                      | Spagna                                                                     | Amichevole                                                                 | -                                                                          | 46’                                                                        |
| 7-6-2011                                                                   | Detroit                                                                    | Stati Uniti                                                                | 2 – 0                                                                      | Canada                                                                     | Gold Cup 2011 - 1º turno                                                   | -                                                                          |                                                                            |
| 11-6-2011                                                                  | Tampa                                                                      | Stati Uniti                                                                | 1 – 2                                                                      | Panama                                                                     | Gold Cup 2011 - 1º turno                                                   | -                                                                          |                                                                            |
| 14-6-2011                                                                  | Kansas City                                                                | Stati Uniti                                                                | 1 – 0                                                                      | Guadalupa                                                                  | Gold Cup 2011 - 1º turno                                                   | -                                                                          | 85’                                                                        |
| 19-6-2011                                                                  | Washington                                                                 | Stati Uniti                                                                | 2 – 0                                                                      | Giamaica                                                                   | Gold Cup 2011 - Quarti di finale                                           | -                                                                          |                                                                            |
| 22-6-2011                                                                  | Houston                                                                    | Stati Uniti                                                                | 1 – 0                                                                      | Panama                                                                     | Gold Cup 2011 - Semifinale                                                 | -                                                                          |                                                                            |
| 25-6-2011                                                                  | Pasadena                                                                   | Stati Uniti                                                                | 2 – 4                                                                      | Messico                                                                    | Gold Cup 2011 - Finale                                                     | 1                                                                          |                                                                            |
| 10-8-2011                                                                  | Filadelfia                                                                 | Stati Uniti                                                                | 1 – 1                                                                      | Messico                                                                    | Amichevole                                                                 | -                                                                          | 72’                                                                        |
| 8-10-2011                                                                  | Miami Gardens                                                              | Stati Uniti                                                                | 1 – 0                                                                      | Honduras                                                                   | Amichevole                                                                 | -                                                                          | 65’                                                                        |
| 11-10-2011                                                                 | Harrison                                                                   | Stati Uniti                                                                | 0 – 1                                                                      | Ecuador                                                                    | Amichevole                                                                 | -                                                                          | 46’                                                                        |
| 15-11-2011                                                                 | Lubiana                                                                    | Slovenia                                                                   | 2 – 3                                                                      | Stati Uniti                                                                | Amichevole                                                                 | -                                                                          | 90+4’                                                                      |
| 29-2-2012                                                                  | Genova                                                                     | Italia                                                                     | 0 – 1                                                                      | Stati Uniti                                                                | Amichevole                                                                 | -                                                                          |                                                                            |
| 26-5-2012                                                                  | Jacksonville                                                               | Stati Uniti                                                                | 5 – 1                                                                      | Scozia                                                                     | Amichevole                                                                 | 1                                                                          |                                                                            |
| 30-5-2012                                                                  | East Rutherford                                                            | Stati Uniti                                                                | 1 – 4                                                                      | Brasile                                                                    | Amichevole                                                                 | -                                                                          |                                                                            |
| 3-6-2012                                                                   | Toronto FC                                                                 | Canada                                                                     | 0 – 0                                                                      | Stati Uniti                                                                | Amichevole                                                                 | -                                                                          |                                                                            |
| 8-6-2012                                                                   | Tampa                                                                      | Stati Uniti                                                                | 3 – 1                                                                      | Antigua e Barbuda                                                          | Qual. Mondiali 2014                                                        | -                                                                          |                                                                            |
| 12-6-2012                                                                  | Città del Guatemala                                                        | Guatemala                                                                  | 1 – 1                                                                      | Stati Uniti                                                                | Qual. Mondiali 2014                                                        | -                                                                          |                                                                            |
| 12-10-2012                                                                 | St. John's                                                                 | Antigua e Barbuda                                                          | 1 – 2                                                                      | Stati Uniti                                                                | Qual. Mondiali 2014                                                        | -                                                                          |                                                                            |
| 16-10-2012                                                                 | Kansas City                                                                | Stati Uniti                                                                | 3 – 1                                                                      | Guatemala                                                                  | Qual. Mondiali 2014                                                        | -                                                                          |                                                                            |
| 14-11-2012                                                                 | Krasnodar                                                                  | Russia                                                                     | 2 – 2                                                                      | Stati Uniti                                                                | Amichevole                                                                 | 1                                                                          |                                                                            |
| 6-2-2013                                                                   | San Pedro Sula                                                             | Honduras                                                                   | 2 – 1                                                                      | Stati Uniti                                                                | Qual. Mondiali 2014                                                        | -                                                                          |                                                                            |
| 22-3-2013                                                                  | Commerce City                                                              | Stati Uniti                                                                | 1 – 0                                                                      | Costa Rica                                                                 | Qual. Mondiali 2014                                                        | -                                                                          |                                                                            |
| 26-3-2013                                                                  | Città del Messico                                                          | Messico                                                                    | 0 – 0                                                                      | Stati Uniti                                                                | Qual. Mondiali 2014                                                        | -                                                                          |                                                                            |
| 2-6-2013                                                                   | Washington                                                                 | Stati Uniti                                                                | 4 – 3                                                                      | Germania                                                                   | Amichevole                                                                 | -                                                                          |                                                                            |
| 7-6-2013                                                                   | Kingston                                                                   | Giamaica                                                                   | 1 – 2                                                                      | Stati Uniti                                                                | Qual. Mondiali 2014                                                        | -                                                                          |                                                                            |
| 11-6-2013                                                                  | Seattle                                                                    | Stati Uniti                                                                | 2 – 0                                                                      | Panama                                                                     | Qual. Mondiali 2014                                                        | -                                                                          |                                                                            |
| 18-6-2013                                                                  | Sandy                                                                      | Stati Uniti                                                                | 1 – 0                                                                      | Honduras                                                                   | Qual. Mondiali 2014                                                        | -                                                                          |                                                                            |
| 14-8-2013                                                                  | Sarajevo                                                                   | Bosnia ed Erzegovina                                                       | 3 – 4                                                                      | Stati Uniti                                                                | Amichevole                                                                 | -                                                                          |                                                                            |
| 15-11-2013                                                                 | Glasgow                                                                    | Scozia                                                                     | 0 – 0                                                                      | Stati Uniti                                                                | Amichevole                                                                 | -                                                                          |                                                                            |
| 19-11-2013                                                                 | Vienna                                                                     | Austria                                                                    | 1 – 0                                                                      | Stati Uniti                                                                | Amichevole                                                                 | -                                                                          |                                                                            |
| 2-4-2014                                                                   | Glendale                                                                   | Stati Uniti                                                                | 2 – 2                                                                      | Messico                                                                    | Amichevole                                                                 | 1                                                                          |                                                                            |
| 27-5-2014                                                                  | San Francisco                                                              | Stati Uniti                                                                | 2 – 0                                                                      | Azerbaigian                                                                | Amichevole                                                                 | -                                                                          |                                                                            |
| 1-6-2014                                                                   | Harrison                                                                   | Stati Uniti                                                                | 2 – 1                                                                      | Turchia                                                                    | Amichevole                                                                 | -                                                                          |                                                                            |
| 7-6-2014                                                                   | Jacksonville                                                               | Stati Uniti                                                                | 2 – 1                                                                      | Nigeria                                                                    | Amichevole                                                                 | -                                                                          |                                                                            |
| 16-6-2014                                                                  | Natal                                                                      | Ghana                                                                      | 1 – 2                                                                      | Stati Uniti                                                                | Mondiali 2014 - 1º turno                                                   | -                                                                          |                                                                            |
| 22-6-2014                                                                  | Manaus                                                                     | Stati Uniti                                                                | 2 – 2                                                                      | Portogallo                                                                 | Mondiali 2014 - 1º turno                                                   | -                                                                          |                                                                            |
| 26-6-2014                                                                  | Recife                                                                     | Stati Uniti                                                                | 0 – 1                                                                      | Germania                                                                   | Mondiali 2014 - 1º turno                                                   | -                                                                          |                                                                            |
| 1-7-2014                                                                   | Salvador                                                                   | Belgio                                                                     | 2 – 1 dts                                                                  | Stati Uniti                                                                | Mondiali 2014 - Ottavi di finale                                           | -                                                                          |                                                                            |
| 14-10-2014                                                                 | Boca Raton                                                                 | Stati Uniti                                                                | 1 – 1                                                                      | Honduras                                                                   | Amichevole                                                                 | -                                                                          | 75’                                                                        |
| 28-1-2015                                                                  | Rancagua                                                                   | Cile                                                                       | 3 – 2                                                                      | Stati Uniti                                                                | Amichevole                                                                 | -                                                                          |                                                                            |
| 8-2-2015                                                                   | Carson                                                                     | Stati Uniti                                                                | 2 – 0                                                                      | Panama                                                                     | Amichevole                                                                 | 1                                                                          |                                                                            |
| 25-3-2015                                                                  | Aarhus                                                                     | Danimarca                                                                  | 3 – 2                                                                      | Stati Uniti                                                                | Amichevole                                                                 | -                                                                          | cap.                                                                       |
| 31-3-2015                                                                  | Zurigo                                                                     | Svizzera                                                                   | 1 – 1                                                                      | Stati Uniti                                                                | Amichevole                                                                 | -                                                                          | cap.                                                                       |
| 15-4-2015                                                                  | San Antonio                                                                | Stati Uniti                                                                | 2 – 0                                                                      | Messico                                                                    | Amichevole                                                                 | -                                                                          | cap.                                                                       |
| 5-6-2015                                                                   | Amsterdam                                                                  | Paesi Bassi                                                                | 3 – 4                                                                      | Stati Uniti                                                                | Amichevole                                                                 | -                                                                          | cap.                                                                       |
| 10-6-2015                                                                  | Colonia                                                                    | Germania                                                                   | 1 – 2                                                                      | Stati Uniti                                                                | Amichevole                                                                 | -                                                                          | cap.                                                                       |
| 3-7-2015                                                                   | Nashville                                                                  | Stati Uniti                                                                | 4 – 0                                                                      | Guatemala                                                                  | Amichevole                                                                 | -                                                                          | cap.                                                                       |
| 7-7-2015                                                                   | Frisco                                                                     | Stati Uniti                                                                | 2 – 1                                                                      | Honduras                                                                   | Gold Cup 2015 - 1º turno                                                   | -                                                                          | cap.                                                                       |
| 10-7-2015                                                                  | Foxborough                                                                 | Stati Uniti                                                                | 1 – 0                                                                      | Haiti                                                                      | Gold Cup 2015 - 1º turno                                                   | -                                                                          | cap.                                                                       |
| 13-7-2015                                                                  | Kansas City                                                                | Stati Uniti                                                                | 1 – 1                                                                      | Panama                                                                     | Gold Cup 2015 - 1º turno                                                   | 1                                                                          | cap.                                                                       |
| 18-7-2015                                                                  | Baltimora                                                                  | Stati Uniti                                                                | 6 – 0                                                                      | Cuba                                                                       | Gold Cup 2015 - Quarti di finale                                           | -                                                                          | cap.                                                                       |
| 22-7-2015                                                                  | Atlanta                                                                    | Stati Uniti                                                                | 1 – 2                                                                      | Giamaica                                                                   | Gold Cup 2015 - Semifinale                                                 | 1                                                                          | cap.                                                                       |
| 25-7-2015                                                                  | Filadelfia                                                                 | Stati Uniti                                                                | 1 – 1 dts (2 - 3 dtr)                                                      | Panama                                                                     | Gold Cup 2015 - Finale 3º posto                                            | -                                                                          | cap.                                                                       |
| 8-9-2015                                                                   | Foxborough                                                                 | Stati Uniti                                                                | 1 – 4                                                                      | Brasile                                                                    | Amichevole                                                                 | -                                                                          | cap. 79’                                                                   |
| 10-10-2015                                                                 | Pasadena                                                                   | Stati Uniti                                                                | 2 – 3 dts                                                                  | Messico                                                                    | QConf.Cup 2017                                                             | -                                                                          | cap. 87’                                                                   |
| 13-11-2015                                                                 | Saint Louis                                                                | Stati Uniti                                                                | 6 – 1                                                                      | Saint Vincent e Grenadine                                                  | Qual. Mondiali 2018                                                        | -                                                                          | cap.                                                                       |
| 17-11-2015                                                                 | Port of Spain                                                              | Trinidad e Tobago                                                          | 0 – 0                                                                      | Stati Uniti                                                                | Qual. Mondiali 2018                                                        | -                                                                          | cap.                                                                       |
| 31-1-2016                                                                  | Carson                                                                     | Stati Uniti                                                                | 3 – 2                                                                      | Islanda                                                                    | Amichevole                                                                 | -                                                                          | cap.                                                                       |
| 5-2-2016                                                                   | Carson                                                                     | Stati Uniti                                                                | 1 – 0                                                                      | Canada                                                                     | Amichevole                                                                 | -                                                                          | cap.                                                                       |
| 25-3-2016                                                                  | Città del Guatemala                                                        | Guatemala                                                                  | 2 – 0                                                                      | Stati Uniti                                                                | Qual. Mondiali 2018                                                        | -                                                                          | cap. 83’                                                                   |
| 29-3-2016                                                                  | Columbus                                                                   | Stati Uniti                                                                | 4 – 0                                                                      | Guatemala                                                                  | Qual. Mondiali 2018                                                        | -                                                                          | cap. 72’                                                                   |
| 25-5-2016                                                                  | Frisco                                                                     | Stati Uniti                                                                | 1 – 0                                                                      | Ecuador                                                                    | Amichevole                                                                 | -                                                                          | cap.                                                                       |
| 28-5-2016                                                                  | Kansas City                                                                | Stati Uniti                                                                | 4 – 0                                                                      | Bolivia                                                                    | Amichevole                                                                 | -                                                                          | cap. 73’                                                                   |
| 3-6-2016                                                                   | Santa Clara                                                                | Stati Uniti                                                                | 0 – 2                                                                      | Colombia                                                                   | Coppa America Centenario - 1º turno                                        | -                                                                          | cap.                                                                       |
| 7-6-2016                                                                   | Chicago                                                                    | Stati Uniti                                                                | 4 – 0                                                                      | Costa Rica                                                                 | Coppa America Centenario - 1º turno                                        | -                                                                          | cap.                                                                       |
| 11-6-2016                                                                  | Filadelfia                                                                 | Stati Uniti                                                                | 1 – 0                                                                      | Paraguay                                                                   | Coppa America Centenario - 1º turno                                        | -                                                                          | cap. 59’                                                                   |
| 16-6-2016                                                                  | Seattle                                                                    | Stati Uniti                                                                | 2 – 1                                                                      | Ecuador                                                                    | Coppa America Centenario - Quarti di finale                                | -                                                                          | cap.                                                                       |
| 21-6-2016                                                                  | Houston                                                                    | Stati Uniti                                                                | 0 – 4                                                                      | Argentina                                                                  | Coppa America Centenario - Semifinale                                      | -                                                                          | cap.                                                                       |
| 25-6-2016                                                                  | Glendale                                                                   | Stati Uniti                                                                | 0 – 1                                                                      | Colombia                                                                   | Coppa America Centenario - Finale 3º posto                                 | -                                                                          | cap. 79’                                                                   |
| 7-9-2016                                                                   | Jacksonville                                                               | Stati Uniti                                                                | 4 – 0                                                                      | Trinidad e Tobago                                                          | Qual. Mondiali 2018                                                        | -                                                                          | cap.                                                                       |
| 7-10-2016                                                                  | L'Avana                                                                    | Cuba                                                                       | 0 – 2                                                                      | Stati Uniti                                                                | Amichevole                                                                 | -                                                                          | cap.                                                                       |
| 11-10-2016                                                                 | Washington                                                                 | Stati Uniti                                                                | 1 – 1                                                                      | Nuova Zelanda                                                              | Amichevole                                                                 | -                                                                          | cap.                                                                       |
| 12-11-2016                                                                 | Columbus                                                                   | Stati Uniti                                                                | 1 – 2                                                                      | Messico                                                                    | Qual. Mondiali 2018                                                        | -                                                                          | cap.                                                                       |
| 16-11-2016                                                                 | San José                                                                   | Costa Rica                                                                 | 4 – 0                                                                      | Stati Uniti                                                                | Qual. Mondiali 2018                                                        | -                                                                          | cap. 54’                                                                   |
| 29-1-2017                                                                  | San Diego                                                                  | Stati Uniti                                                                | 0 – 0                                                                      | Serbia                                                                     | Amichevole                                                                 | -                                                                          | cap.                                                                       |
| 4-2-2017                                                                   | Chattanooga                                                                | Stati Uniti                                                                | 1 – 0                                                                      | Giamaica                                                                   | Amichevole                                                                 | -                                                                          | 62’                                                                        |
| 25-3-2017                                                                  | San José                                                                   | Stati Uniti                                                                | 6 – 0                                                                      | Honduras                                                                   | Qual. Mondiali 2018                                                        | 1                                                                          | cap.                                                                       |
| 29-3-2017                                                                  | Panama                                                                     | Panama                                                                     | 1 – 1                                                                      | Stati Uniti                                                                | Qual. Mondiali 2018                                                        | -                                                                          | cap.                                                                       |
| 3-6-2017                                                                   | Sandy                                                                      | Stati Uniti                                                                | 1 – 1                                                                      | Venezuela                                                                  | Amichevole                                                                 | -                                                                          | cap.                                                                       |
| 8-6-2017                                                                   | Commerce City                                                              | Stati Uniti                                                                | 2 – 0                                                                      | Trinidad e Tobago                                                          | Qual. Mondiali 2018                                                        | -                                                                          | cap.                                                                       |
| 11-6-2017                                                                  | Città del Messico                                                          | Messico                                                                    | 1 – 1                                                                      | Stati Uniti                                                                | Qual. Mondiali 2018                                                        | 1                                                                          | cap.                                                                       |
| 19-7-2017                                                                  | Filadelfia                                                                 | Stati Uniti                                                                | 2 – 0                                                                      | El Salvador                                                                | Gold Cup 2017 - Quarti di finale                                           | -                                                                          | cap.                                                                       |
| 22-7-2017                                                                  | East Rutherford                                                            | Costa Rica                                                                 | 0 – 2                                                                      | Stati Uniti                                                                | Gold Cup 2017 - Semifinale                                                 | -                                                                          | cap.                                                                       |
| 26-7-2017                                                                  | San Jose                                                                   | Stati Uniti                                                                | 2 – 1                                                                      | Giamaica                                                                   | Gold Cup 2017 - Finale                                                     | -                                                                          | cap.                                                                       |
| 1-9-2017                                                                   | Harrison                                                                   | Stati Uniti                                                                | 0 – 2                                                                      | Costa Rica                                                                 | Qual. Mondiali 2018                                                        | -                                                                          | cap.                                                                       |
| 5-9-2017                                                                   | San Pedro Sula                                                             | Honduras                                                                   | 1 – 1                                                                      | Stati Uniti                                                                | Qual. Mondiali 2018                                                        | -                                                                          | cap.                                                                       |
| 6-10-2017                                                                  | Orlando                                                                    | Stati Uniti                                                                | 4 – 0                                                                      | Panama                                                                     | Qual. Mondiali 2018                                                        | -                                                                          | cap.                                                                       |
| 10-10-2017                                                                 | Couva                                                                      | Trinidad e Tobago                                                          | 2 – 1                                                                      | Stati Uniti                                                                | Qual. Mondiali 2018                                                        | -                                                                          | cap.                                                                       |
| 12-10-2018                                                                 | Tampa                                                                      | Stati Uniti                                                                | 2 – 4                                                                      | Colombia                                                                   | Amichevole                                                                 | -                                                                          | cap.                                                                       |
| 17-10-2018                                                                 | East Hartford                                                              | Stati Uniti                                                                | 1 – 1                                                                      | Perù                                                                       | Amichevole                                                                 | -                                                                          | 78’                                                                        |
| 28-1-2019                                                                  | Phoenix                                                                    | Stati Uniti                                                                | 3 – 0                                                                      | Panama                                                                     | Amichevole                                                                 | -                                                                          | cap. 84’                                                                   |
| 22-3-2019                                                                  | Orlando                                                                    | Stati Uniti                                                                | 1 – 0                                                                      | Ecuador                                                                    | Amichevole                                                                 | -                                                                          | 59’                                                                        |
| 27-3-2019                                                                  | Houston                                                                    | Stati Uniti                                                                | 1 – 1                                                                      | Cile                                                                       | Amichevole                                                                 | -                                                                          |                                                                            |
| 19-6-2019                                                                  | Saint Paul                                                                 | Stati Uniti                                                                | 4 – 0                                                                      | Guyana                                                                     | Gold Cup 2019 - 1º turno                                                   | -                                                                          | cap. 62’                                                                   |
| 23-6-2019                                                                  | Cleveland                                                                  | Stati Uniti                                                                | 6 – 0                                                                      | Trinidad e Tobago                                                          | Gold Cup 2019 - 1º turno                                                   | -                                                                          |                                                                            |
| 30-6-2019                                                                  | Filadelfia                                                                 | Stati Uniti                                                                | 1 – 0                                                                      | Curaçao                                                                    | Gold Cup 2019 - Quarti di finale                                           | -                                                                          | cap.                                                                       |
| 3-7-2019                                                                   | Nashville                                                                  | Giamaica                                                                   | 1 – 3                                                                      | Stati Uniti                                                                | Gold Cup 2019 - Semifinale                                                 | -                                                                          | cap.                                                                       |
| 7-7-2019                                                                   | Chicago                                                                    | Messico                                                                    | 1 – 0                                                                      | Stati Uniti                                                                | Gold Cup 2019 - Finale                                                     | -                                                                          |                                                                            |
| 16-10-2019                                                                 | Toronto                                                                    | Canada                                                                     | 2 – 0                                                                      | Stati Uniti                                                                | CONCACAF Nations League 2019-2020 - 2º turno                               | -                                                                          |                                                                            |
| Totale                                                                     |                                                                            | Presenze (3º posto)                                                        | 151                                                                        |                                                                            | Reti (9º posto)                                                            | 17                                                                         |                                                                            |

## Palmarès

### Club
- Canadian Championship: 4

Toronto FC: 2016, 2017, 2018, 2020
- MLS Supporters' Shield: 1

Toronto FC: 2017
- Campionato MLS: 1

Toronto FC: 2017

### Nazionale
- Gold Cup: 2

Stati Uniti 2007, Stati Uniti 2017

### Individuale
- U.S. Soccer Athlete of the Year: 2

Miglior giovane: 2007
Miglior atleta: 2015
- Squadra maschile CONCACAF del decennio 2011-2020 IFFHS: 1

2020